# ARS-600
L'ARS-600 ((ru) : APC-600. Le sigle signifiant Автномный Рабочый Снаряд : appareil de travail autonome) est une classe de mini-sous-marin de recherche de la marine russe fabriqué au Canada. 

## Historique
L'annonce d'acheter ces engins dans le cadre d'un renforcement des capacités de sauvetage de la flotte russe a lieu en 2012.
Les deux premiers entrent en service avant la fin de l'année 2014. En janvier 2015, on annonce la livraison de deux autres submersibles. On spécule un total de cinq commandes en 2014 dont 3 monoplaces et deux biplaces.
Il s'agit des premiers submersibles avec équipage achetés à l'étranger par la Russie depuis le classe Som livré entre 1904 et 1905 à la marine impériale russe.

## Caractéristiques
Construit par Nuytco Research basé à North Vancouver, ils sont monoplaces pour la version dérivée du DeepWorker ou biplace pour celle dérivé du Dual DeepWorker, disposent de bras télémanipulés et d'un sonar, ont une masse d'environ trois tonnes pour la version biplace, plongent jusqu’à 700 m (1 500 m selon un article russe), et une autonomie de 8 heures. Leur coût unitaire annoncé, en janvier 2014, est de 7 millions d'euros soit 310 millions de roubles. 

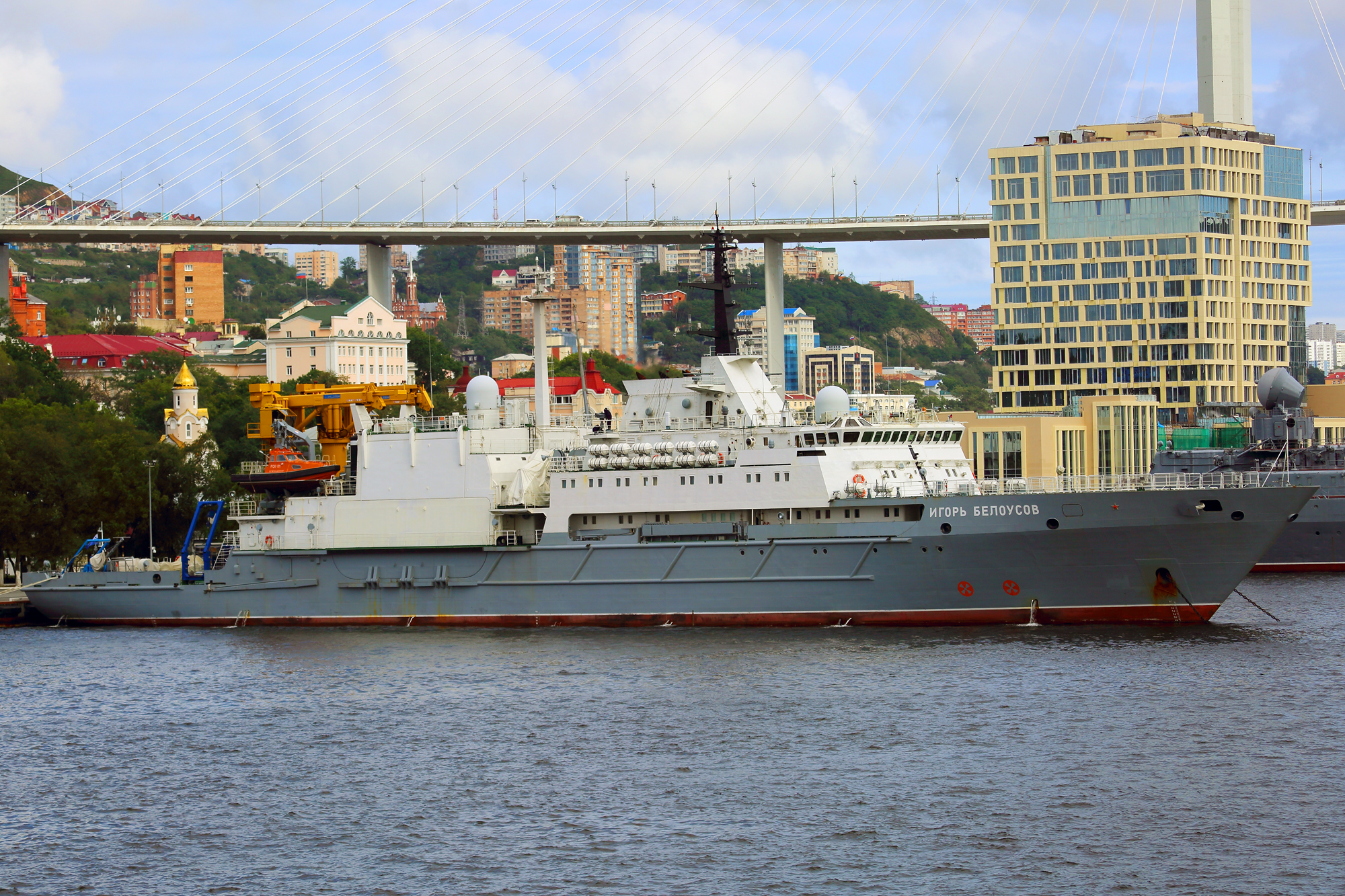
Le Igor Belousov en 2016.

Le navire de sauvetage de 5 000 tonnes Igor Belousov lancé en 2012 et qui entre en service en novembre/décembre 2015 dans la flotte russe du Pacifique embarque deux biplaces. 
Ils servent entre autres au sauvetage des sous-marins bien qu'ils ne puissent embarquer de rescapés, à la neutralisation des munitions immergées et dans des opérations antiterroristes.